# Еліндус Арена
«Еліндус Арена» (нід. Elindus Arena) або «Регенбогстадіон» (нід. «Regenboogstadion») — багатофункціональний стадіон у місті Варегем, Бельгія, домашня арена ФК «Зюлте-Варегем».
Стадіон було відкрито 1957 року поблизу міського ставу. Назва в перекладі з нідерландської означає «Райдужний стадіон». Її походження пов’язано із проведенням чемпіонату світу з шосейних велогонок 1957 року у Варегемі — переможець якого, згідно із традицією міжнародного союзу велоспорту, отримує право носити чемпіонську майку із райдужними смужками. 
Місткість арени сягала 20 000 глядачів. Спочатку стадіон мав дві трибуни за воротами, одна з яких (з боку ставу) у 2005 році замінена на рекламний банер. Трибуна з іншого боку була знесена у липні 2014 року. 
У 2008 році була розпочата капітальна реконструкція стадіону із побудовою чотирьох нових трибун та скорочення площі бігових доріжок. 2014 року був відкритий новий стадіон потужністю 13 000 місць із новим спортивним комплексом та торговим центром з боулінгом. Глядачі, йдучи до входу стадіону, проходять через міст над ставом, що нагадує на вхід до середньовічного замку. Підтрибунні приміщення, які не використовуються під час спортивних змагань, були продані та здані в оренду комерційним установам.
2017 року на стадіоні завершено роботи з перетворення чотирьох трибун в одну круглу, що збільшило місткість з 9 540 до 12 300 місць. 
Починаючи з сезону 2021/22 отримав нову назву, відповідно до спонсорської угоди із компанією-електропостачальником Elindus. 